# Albret Sarolta urbinói hercegné
Albret Sarolta (1480 – 1514. március 11.), franciául: Charlotte d'Albret, olaszul: Carlotta d'Albret, spanyolul: Carlota de Albret, baszkul: Karlota Albretekoa, okcitánul: Carlòta de Labrit, bretonul: Charlotte Albret, latinul: Carola Albretanae, Urbino és Valentinois hercegnéje. Cesare Borgia felesége, VI. Sándor pápa menye, Borgia Lukrécia modenai hercegné sógornője, (ifjabb) Albret Izabella navarrai királyi hercegnő nagynénje, valamint Candale-i Anna magyar, horvát és cseh királyné mostohaanyjának a húga, XII. Lajos francia király hatodfokú unokatestvére, valamint I. Anna breton hercegnő és francia királyné harmadfokú unokatestvére.

## Élete
I. (Nagy) Alainnek (1440 körül–1522), Albret urának és Châtillon-Blois Franciskának (1451–1485), Périgord grófnőjének a lánya, valamint III. János navarrai király húga. Sarolta mind apai, mind pedig anyai ágon a breton hercegek leszármazottja volt. Anyja I. Károly breton herceg dédunokája, míg apja V. János breton herceg dédunokája volt anyai ágon.
Sarolta, a francia udvar legszebbnek tartott hölgye, Candale-i Anna magyar királyné mostohaanyjának, – apjának, II. Gaston János candale-i grófnak a második felesége – Albret Izabellának a huga volt.
VI. Sándor pápa XII. Lajos francia király első házasságát Valois Johanna francia királyi hercegnővel érvénytelenítette 1498-ban, és ezért XII. Lajos a pápa házasságon kívül született fiát, Cesare Borgia bíborost kinevezte a Lyontól délre fekvő Valentinois hercegévé, és az egyházból való kilépése után a francia király házasságpolitikájának a részeként 1499. május 10-én összeházasította III. János navarrai király húgával, Saroltával, aki a francia királyné, I. Anna breton hercegnő elsőfokú unokatestvérének, I. Katalin navarrai királynőnek volt a sógornője.
A házasságból egy gyermeke született, Lujza (1500-ban aki először II. Lajosnak, la Trémoille urának, Burgundia kormányzójának lett a felesége, aki 1525-ben elesett a paviai csatában, másodszor pedig Bourbon Fülöpnek, Busset bárójának. Az apa, Cesare Borgia azonban sohasem láthatta a lányát, mivel a nyolc évig tartó házasságuk alatt a feleségével csak összesen két hónapot töltött együtt, és a lánya megfoganása után többé nem tért vissza a feleségéhez, hiszen állandóan csatákban vett részt, az apja, VI. Sándor halála (1503) után pedig menekülnie kellett, mert Itáliában minden, apja idejében megszerzett országából és fejedelemségéből elűzték, míg végül 1507-ben csatában el nem esett.

## Gyermeke
- Férjétől, Cesare Borgia (1475–1507) korábbi bíborosról, Urbino és Valentinois hercegétől, 1 leány:
  - Lujza (1500–1553), 1. férje II. Lajos (1460–1525), Talmond hercege, Thouars algrófja, la Trémoille ura, gyermekei nem születtek, 2. férje Bourbon Fülöp (1499 /körül/–1557), Busset bárója, 6 gyermek:
    - (2. házasságából): Klaudiusz (1531–1588), Busset grófja, felesége Marguerite de la Roche Foucauld (?–1589 után), Barbezieux úrnője, 4 gyermek
    - (2. házasságából): Margit (1532–1591), férje János, Pierre-Buffiere bárója
    - (2. házasságából): Henrik (1533–1534)
    - (2. házasságából): Katalin (1534–1588)
    - (2. házasságából): János (1537–1570), la Mothe-Feuilly ura, felesége Euchariste de la Brosse-Morlet, 2 leány
    - (2. házasságából): Jeromos (1543–1615/9), Montet ura, felesége Jeanne de Rollat (?–1614/32), nem születtek gyermekei